# Парціальна активність популяції
Парціальна активність популяції (від лат. partialis — частковий) — активність, що визначає частку  популяції в масштабі процесів, здійснюваних усіма партнерами угруповання, або біоценозу (напр., дихання), або тільки групою функціонально однотипних організмів (напр., фотосинтез). При подібному підході парціальна активність популяції виявляється чисто екологічним поняттям, а різні підходи до її оцінки породжують одне з найцікавіших завдань сучасної  екології. Поняття запропоновано В. Д. Федоровим (1979).
Активність видів — один з найбільш інформативних показників, який відображає міру життєвого успіху місцевих популяцій на даній території.
Для обчислення парціальної активності  видів існують різні підходи: за співвідношенням великої кількості і константності, за зустрічальністю і покриттям, як відношення суми  проективних покриттів виду у всіх описах даної асоціації до загального числа описів.
Існує точка зору, що визначати парциальную активність можна використовуючи коефіцієнт пайової участі (Кпу). Він був запропонований E. В. Гаріним, і обчислюється як відношення кількості знахідок даного виду до кількості знахідок всіх видів (величина безрозмірна або у відсотках). Коефіцієнт відбиває частку видів тобто їх успіх в межах екотопу, а отже характеризує їх активність.

## Ресурси Інтернету
- Гиляров А. М. Виды сосуществуют в одной экологической нише